# پارک ملی واشلووانی
پارک ملی واشلووانی (گرجی: ვაშლოვანის ეროვნული პარკი) یکی از پارک‌های ملی حفاظت از جنگل‌های کم‌عمق منحصر به فرد در شرق کشور گرجستان است. این پارک ملی در سال ۱۹۳۵ تاسیس شد و در آوریل ۲۰۰۳ میلادی ۸۴.۸۰ کیلومتر مربع گسترش یافت و مساحت ۲۵۱.۱۴ کیلومتر مربع رسید.
ویژگی این منطقه آب و هوای خشک آن است و فقط ۵۰ تا ۱۵۰ متر از سطح آب‌های آزاد بالاتر است.
این پارک ملی به دلیل مناطق بی‌نظیر و گونه‌های ویژه آن مانند گیاهان استپی کویری و نیمه‌بیابانی و جنگل‌های خشک و برگریز قابل توجه است. این مکان همچنین دارای صخره‌ها و دره‌هایی با نام دیوارهای تیز است. همچنین جلگه و جنگل های آلازانی در این ناحیه جای دارند.

## گونه‌های گیاهی و جانوری

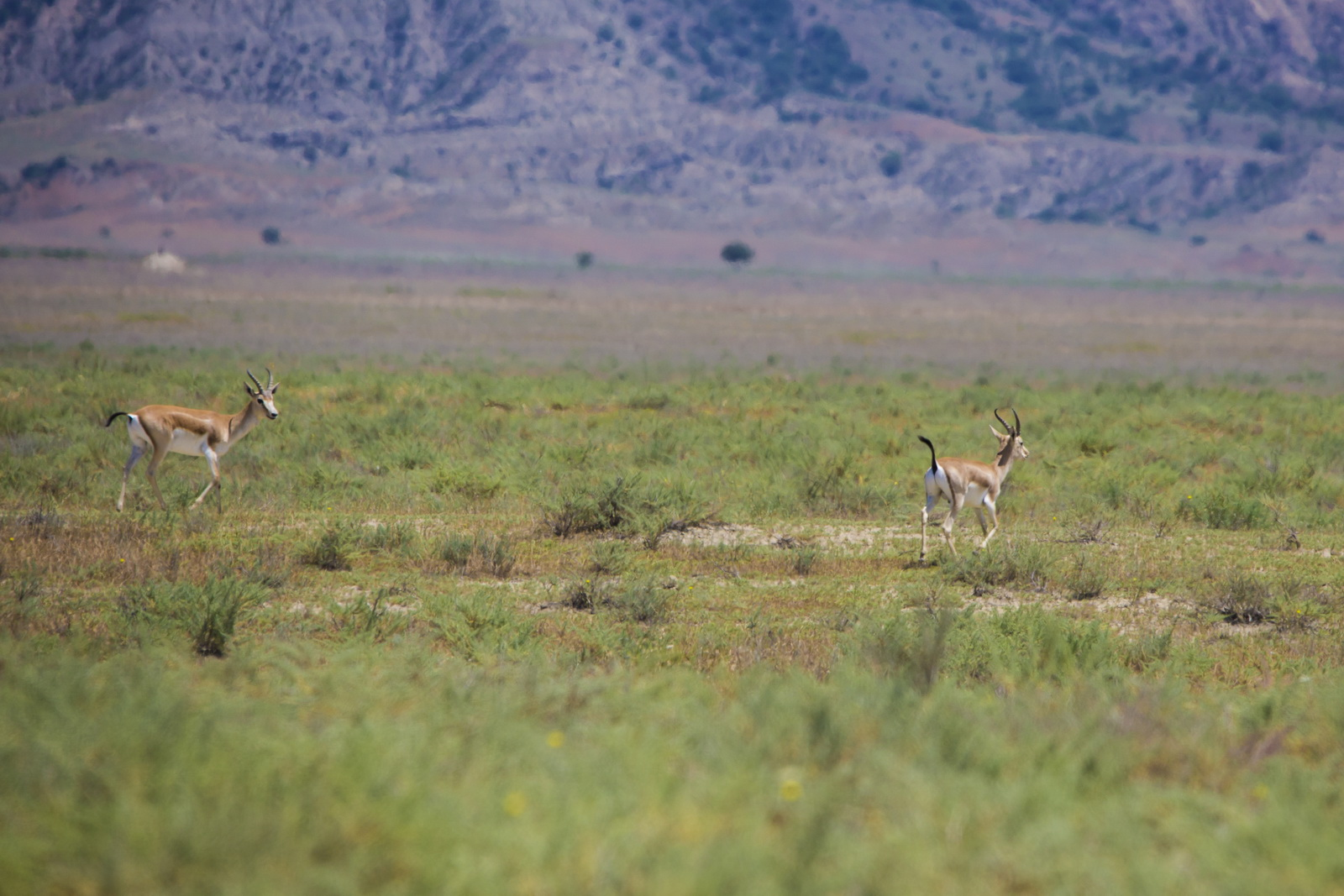
گونه های جانوری پارک ملی واشلووانی

از ویژگی‌های خاص این پارک می‌توان به وجود درختان وحشی پسته، گل صدتومانی، انواع ارکیده و شماری گونه‌های بومی گیاهان اشاره کرد. جانورانی فراوانی شامل ۲۵ گونه خزنده شامل گونه هایی مانند گرزه‌مار و بوآی شنی معمولی است در این پارک ملی دیده می‌شود. در میان بیش از ۱۰۰ گونه پرنده بومی، عقاب شاهی، کرکس سیاه، قرقاول‌ها و لک‌لک سیاه نادر در این پارک ملی وجود دارد. ۴۶ گونه پستاندار شامل شغال طلایی، روباه سرخ، گرگ، وشق اوراسیایی، خرس قهوه‌ای، گربه جنگلی و تشی در این پارک ملی موجود است. در سال ۲۰۰۳، برای نخستین بار رد یک پلنگ قفقازی کشف شد. سال بعد، یک پلنگ در پارک ملی برای نخستین بار با یک دام دوربین ضبط شد.